# Amanda Bearse
Amanda Bearse (n. 9 august 1958, Las américas⁠(d), Florida, SUA) este o actriță americană. Amanda este cunoscută pentru mai multe roluri în seriale de televiziune, în special comedii, și mai ales pentru rolul din serialul de televiziune Married With Children (rulat în România sub titlul Familia Bundy, pe posturile Pro TV și Pro Cinema), în care a jucat-o pe vecina Marcy Rhodes a familiei. Amanda este lesbiană și făcut acest lucru public în 1993.

## Filmografie
- Noaptea groazei (1985)